# Nava de la Asunción
Nava de la Asunción és un municipi de la província de Segòvia, a la comunitat autònoma de Castella i Lleó.

## Demografia
| 1991 | 1996 | 2001 | 2004 | 2007 |
| ---- | ---- | ---- | ---- | ---- |
| 2616 | 2692 | 2628 | 2645 | 2875 |

## Administració
| Període      | Nom de l'alcalde/-essa             | Partit polític | Data de possessió |
| ------------ | ---------------------------------- | -------------- | ----------------- |
| 1979 - 1983  |                                    |                | 19/04/1979        |
| 1983 - 1987  |                                    |                | 28/05/1983        |
| 1987 - 1991  | Alfonso Tapia                      | PP             | 30/06/1987        |
| 1991 - 1995  | Alfonso Tapia                      | PP             | 15/06/1991        |
| 1995 - 1999  | Jesus Moreno                       | PP             | 17/06/1995        |
| 1999 - 2003  | Juan José Maroto Saez              | PSOE           | 03/07/1999        |
| 2003 - 2007  | Juan Jose Maroto Sáez              | PSOE           | 14/06/2003        |
| 2007 - 2011  | Santiago Miguel de la Cruz Jimenez | PP             | 16/06/2007        |
| 2011 - 2015  | n/d                                | n/d            | 11/06/2011        |
| 2015 - 2019  | n/d                                | n/d            | 13/06/2015        |
| 2019 - 2023  | n/d                                | n/d            | 15/06/2019        |
| Des del 2023 | n/d                                | n/d            | 17/06/2023        |

## Personatges il·lustres
- Segismundo Casado, militar espanyol
- Jaime Gil de Biedma, poeta barceloní la família del qual hi és vinculada: net i nebot dels vescomtes de Nava de la Asunción, passà molts estius a aquest municipi, on és enterrat al panteó familiar.